# Vivere intensamente il reale
Vivere intensamente il reale (sottotitolato Scritti sull'educazione) è un saggio antologico del sacerdote cattolico e teologo Luigi Giussani, fondatore del movimento Comunione e Liberazione, pubblicato nel 2010.

## Storia editoriale
Il volume è una raccolta di alcuni dei testi più significativi di Giussani, scelti da Julián Carrón, il sacerdote spagnolo che ha sostituito Giussani alla guida del movimento di Comunione e Liberazione. Uscito nel 2010 per l'Editrice La Scuola di Brescia all'interno della collana Maestri. Testi e profili curata dai pedagogisti Fulvio De Giorgi e Luciano Pazzaglia e dedicata a grandi figure del mondo dell'educazione, fu il primo volume di Giussani pubblicato dall'editore.

## Contenuti
Il libro contiene una introduzione di Julián Carrón nella quale viene delineata la proposta educativa di Giussani a partire dalla sua esperienza umana e religiosa. Giussani stesso affermava che il suo movimento aveva come compito primario l'educazione alla fede. Il primo brano proviene da Il rischio educativo, il più importante libro di Giussani sul tema dell'educazione. Il secondo corrisponde al decimo capitolo de Il senso religioso, Come si destano le domande ultime. Itinerario del senso religioso, uno dei testi più noti del sacerdote brianzolo. Segue la riproposizione di una delle lezioni più note di Giussani, Riconoscere Cristo, tenuta durante gli esercizi spirituali degli universitari di Comunione e Liberazione svoltisi a Rimini nel dicembre del 1994 e già pubblicata nel 1995 nel volume Il tempo e il tempio.. I due brani successivi erano già stati pubblicati in Realtà e giovinezza. La sfida nel 1995. Inedito è invece Giacomo Leopardi. Cara beltà, trascrizione di un incontro tenuto con gli studenti universitari del Politecnico di Milano il 22 maggio 1996.
Il volume contiene anche una breve biografia di Giussani e una bibliografia essenziale.

## Edizioni
- Luigi Giussani, Vivere intensamente il reale. Scritti sull'educazione, a cura di Julián Carrón, 1ª ed., Brescia, Editrice La Scuola, 2010,  p. 157, ISBN 978-88-350-2471-2.